# NGC 6698
NGC 6698 — группа звёзд в созвездии Стрелец.
Этот объект входит в число перечисленных в оригинальной редакции «Нового общего каталога».